# Mûrier de Mártonfa út
Le Mûrier de Mártonfa út (en hongrois : Mártonfa úti eperfa) constitue un monument naturel protégé, situé à Budapest et caractérisé comme d'intérêt local.